# Comuna Nelipîno, Svaleava
Nelipîno (în ucraineană Неліпино) este o comună în raionul Svaleava, regiunea Transcarpatia, Ucraina, formată din satele Nelipîno (reședința), Sasivka și Vovciîi.

## Demografie
Componența lingvistică a comunei Nelipîno
     Ucraineană (98,85%)
     Alte limbi (0,74%)
Conform recensământului din 2001, majoritatea populației comunei Nelipîno era vorbitoare de ucraineană (98,85%), existând în minoritate și vorbitori de alte limbi.